# Ніколаєва Анна Володимирівна
Анна Володимирівна Ніколаєва — українська дослідниця та лекторка, етнологиня, кандидатка історичних наук, співавторка подкасту та ютуб-каналу «Пороблено», експертка Українського культурного фонду.

## Життєпис
Закінчила історичний факультет Київського національного університету імені Тараса Шевченка за фахом "бакалавр історії" та "магістр етнології" й аспірантуру за спеціальністю "Етнологія".
Випускниця стипендіальних програм уряду Польщі для молодих науковців (наукове стажування протягом двох семестрів у Ягеллонському університеті в Кракові), "Artes Liberales" (Варшавський університет) та програми "Молодь змінить Україну" Фонду Богдана Гаврилишина.
Працювала науковою співробітницею Державного наукового центру захисту культурної спадщини від техногенних катастроф, координаторкою та менеджеркою освітніх та ІТ проєктів.
Підприємиця у сфері туризму, екскурсоводка по Львову. Посіла II місце у номінації "Кращий гід" за версією Всеукраїнської премії Ukraine Tourism Awards 2021.
З 2023 року експертка сектору "Культурна спадщина" Українського культурного фонду (УКФ).
Вільна лекторка, авторка лекцій та онлайн-лекцій з етнології, української культури. Авторську англомовну лекцію Анни "Cultural journey around Ukraine" з початку повномасштабного вторгнення прослухали працівники Google, Intel, Pfizer, Pinterest, Airbnb, Facebook, KPMG Canada тощо. У квітні 2021 на запрошення компанії Grammarly Анна Ніколаєва провела цикл лекцій про українську культуру для учасників Міжнародної конференції European Chapter of the Association for Computational Linguistics 2021. У листопаді 2022 Анна розповіла про Україну на конференції Agile-Lean International 2022 і разом з організаторами зібрала 2000 євро для її волонтерського проекту "Ліки для Харківщини".

## Наукова і дослідницька діяльність
- Система символічного захисту у повсякденному житті українців Полісся (кінець XIX -- початок XXI ст.). Монографія, - Дрогобич: Коло, 2023. - 284 с.: іл[6].
- Anna Nikolaieva. Krzyż przydrożny w tradycji Ukraińców Wołynia i Polesia: historia i współczesność // Prace Etnograficzne. Uniwersytet Jagielloński. Tom 42, Numer 3. – 2014 – S. 187–198[7].
- Апотропеї та нормативи у повсякденному житті українців Полісся (кінець XIX - початок XXI століття) [Текст]: дис. ... канд. іст. наук : 07.00.05 / Ніколаєва Анна Володимирівна; Київ. нац. ун-т ім. Тараса Шевченка. - Київ, 2014. - 341 арк. : фот. кольор. - Бібліогр.: арк. 201-256[8].
- Ніколаєва Анна, Красиков Михайло. Студентська "магія" як спосіб аутокомунікації // Етнічна історія народів Європи: Збірник наукових праць. Випуск 41. – К.: УНІСЕРВ, 2014. – С. 112 – 117[9].
- До проблеми дослідження апотропеїв і нормативів українськими етнографами (XIX – початок XX століття) // Часопис української історії. – К., 2014. – Вип. 29. – С. 124-128.
- Воскова свічка як елемент символічного захисту українців (кінець XIX – поч. XXI ст.) // Етнічна історія народів Європи: Збірник наукових праць. Випуск 38. – К.: УНІСЕРВ, 2013. – С. 49 – 56[10].
- Система символічного захисту від уроків у повсякденному житті українців // Етнічна історія народів Європи: Збірник наукових праць. Випуск 39. – К.: УНІСЕРВ, 2013. – С. 86 – 94[11].
- До питання класифікації оберегів і прикмет // Одіссос. Актуальні проблеми історії, археології та етнології. – Одеса: Поліграфічна фірма ТОВ «Удача», 2012. – С.101-103.
- Придорожній хрест у традиції українців: функції та семантика // Етнічна історія народів Європи: Збірник наукових праць. Випуск 34. – К.: УНІСЕРВ, 2011. – С. 114 – 121[12].
- Обереги: семантика і культура // Культурна спадщина Слобожанщини. Культура, мистецтво, філософія, охорона пам’яток. Збірка науково-популярних статей. – Харків: Курсор, 2011. – Випуск 24 – С. 289 – 292.
- Вірування у повсякденному житті українців (кінець XX – початок XXI ст.) – Харків: Харківський приватний музей міської садиби, 2009. – 96с[13].

## Науково-популярні й популярні статті
- Анна Ніколаєва. Володимир Галайчук. Хто така українська відьма?[14]
- Етнологиня Анна Ніколаєва: коляда в Україні не зникне[15].
- Анна Ніколаєва. Портрет української відьми: звідки беруться та як їх розпізнати?[16]
- Етнологиня Анна Ніколаєва: досліджую людський досвід[17].
- Анна Ніколаєва. Забобони чи народна релігія?[18]